# Ministério da Educação, Juventude e Desporto (Camboja)
| Brasão do Ministério da Educação, Juventude e Desporto.       |             |
| 80 Preah Norodom Blvd. Sangkat Phsar Kandal, Phnom Penh 12205 |             |
| Criação                                                       | 1979        |
| Atual ministro                                                | He Sethy Im |

O Ministério da Educação, Juventude e Desporto (em Khmer: ក្រសួង អប់រំ យុវជន និង កីឡា) (Moeys) é o ministério responsável pela promoção, regulação e desenvolvimento da educação, juventude e desporto no Camboja. O atual ministro da Educação, Juventude e Desporto é He Sethy Im. Foi fundado em 1979. Os principais escritórios do Ministério estão localizados em Phnom Penh.
O ministério assume como missão garantir que todas as crianças do Camboja e os jovens tenham igual oportunidade de acesso à educação de qualidade de acordo com a Constituição e compromisso do Governo com a Convenção das Nações Unidas sobre os Direitos da Criança, independentemente do status social, geográfico, da etnia, religião, língua, gênero ou deficiência.

## Direcções
O Ministério possui seis diretorias:
- Direção-Geral de Administração e Finanças
- Direção-Geral da Educação
- Direção-Geral do Ensino Superior
- Direção Geral do Desporto
- Direção-Geral da Juventude
- Inspeção-Geral